# African Cricket Association
L'African Cricket Association è un organo internazionale che governa il cricket in Africa. L'ACA fu fondata nel 1997, ed ha 20 nazioni affiliate. L'ACA è un organo subordinato all'International Cricket Council.
Il cricket del Sudafrica e dello Zimbabwe è amministrato in modo indipendente dalle loro federazioni, comunque l'ACA è responsabile per l'amministrazione, promozione e sviluppo nel resto del continente. Prima della sua creazione l'Africa era gestita da due diverse organizzazioni: la East and Central Africa Cricket Conference ed il West Africa Cricket Council.
La Coppa del mondo di cricket si è svolta una volta nella regione ACA: nel 2003 è stata ospitata da Sudafrica, Kenya e Zimbabwe.

## Nazioni membri
Full Test Status Nations
- Sudafrica (Cricket South Africa)
- Zimbabwe (Zimbabwe Cricket)

Associate Members
- Botswana
- Kenya (Cricket Kenya)
- Namibia (Namibia Cricket Board)
- Nigeria
- Uganda (Uganda Cricket Association)
- Tanzania
- Zambia

Affiliate Members
- Gambia
- Ghana
- Lesotho
- Malawi
- Marocco
- Mozambico
- Rwanda
- Sierra Leone
- Swaziland
- Camerun